# Haplogrupo Y (ADNmt)
En genética humana el haplogrupo Y es un haplogrupo mitocondrial que desciende de N9 y es típico del Extremo Oriente. Está definido por las mutaciones mitocondriales 8392, 10398, 14178, 14693, 16126, 16223! y 16231 y habría aparecido en Asia Oriental hace unos 22.000 años.

## Distribución
Es muy común en el Extremo oriente ruso, encontrándose la más alta frecuencia entre los nivjis con 66% y ulchis con 38%. Es también importante en la isla Nías (Indonesia) con 40% y en los ainu 22%.
Está disperso en bajas frecuencias en Filipinas, China, Corea y Taiwán. En la península de Kamchatka va de 7 a 10%. Se extiende también por gran parte de Siberia y el Asia Central.
El haplogrupo Y presenta 2 clados:
- Y1: Propio de Siberia, especialmente en el Extremo oriente ruso.[5] También en Mongolia, China y Corea.
- Y2: Especialmente en Filipinas con un 5%[6] y Sumatra (Indonesia). Presente en Japón, Corea, Taiwán y Sur de Siberia.

| Haplogrupos de ADN mitocondrial humano |                      |      |      |      |      |      |      |      |      |      |      |      |      |      |    |    |       |       |   |   |   |   |   |   |   |  |   |   |   |   |  |  |  |  |    |    |    |
|                                        | Eva mitocondrial (L) |      |      |      |      |      |      |      |      |      |      |      |      |      |    |    |       |       |   |   |   |   |   |   |   |  |   |   |   |   |  |  |  |  |    |    |    |
| L0                                     | L1–6                 | L1–6 | L1–6 | L1–6 | L1–6 | L1–6 | L1–6 | L1–6 | L1–6 | L1–6 | L1–6 | L1–6 | L1–6 | L1–6 |    |    |       |       |   |   |   |   |   |   |   |  |   |   |   |   |  |  |  |  |    |    |    |
| L0                                     | L1                   | L2   |      |      |      | L3   | L3   | L3   | L3   | L3   | L3   | L3   | L3   | L3   | L3 | L3 | L3    | L3    |   |   |   |   |   |   |   |  |   |   |   |   |  |  |  |  | L4 | L5 | L6 |
| L0                                     | L1                   | L2   | M    | M    | M    | M    | M    | M    | M    | N    | N    | N    | N    | N    | N  |    |       |       |   |   |   |   |   |   |   |  |   |   |   |   |  |  |  |  | L4 | L5 | L6 |
| L0                                     | L1                   | L2   | CZ   | CZ   | D    | E    | G    | Q    |      | A    | I    | O    | R    | R    | R  | R  | R     | R     | R | R | R | R | R | R | R |  | S | W | X | Y |  |  |  |  | L4 | L5 | L6 |
| L0                                     | L1                   | L2   | C    | Z    | D    | E    | G    | Q    | B    | A    | I    | O    | F    | R0   | R0 |    | R2'JT | R2'JT |   |   | P | P |   | U |   |  | S | W | X | Y |  |  |  |  | L4 | L5 | L6 |
| L0                                     | L1                   | L2   | C    | Z    | D    | E    | G    | Q    | B    | A    | I    | O    | F    | HV   | HV | JT | JT    | K     |   |   | P | P |   |   |   |  | S | W | X | Y |  |  |  |  | L4 | L5 | L6 |
| L0                                     | L1                   | L2   | C    | Z    | D    | E    | G    | Q    | B    | A    | I    | O    | F    | H    | V  | J  | T     | K     |   |   | P | P |   |   |   |  | S | W | X | Y |  |  |  |  | L4 | L5 | L6 |